# میدانک (کوه‌چنار)
میدانک، روستایی در دهستان سمغان بخش مرکزی شهرستان کوه‌چنار در استان فارس ایران است.

## جمعیت
بر پایه سرشماری عمومی نفوس و مسکن در سال ۱۳۹۵، جمعیت این روستا برابر با ۲۲۱ نفر (۵۹ خانوار) بوده است.